# The Rise of Theodore Roosevelt
The Rise of Theodore Roosevelt is een biografie uit 1979 door Edmund Morris over President Theodore Roosevelt waarvoor Morris in 1980 de Pulitzerprijs voor een (auto)biografie kreeg.  Er waren vergevorderde plannen om op basis van dit boek een gelijknamige speelfilm te maken onder regie van Martin Scorsese met Leonardo DiCaprio als Theodore Roosevelt maar deze film is er nooit gekomen. Het was het eerste deel van een literaire trilogie waarvan het tweede deel, Theodore Rex, werd uitgegeven in 2001. Het laatste deel, Colonel Roosevelt, verscheen in 2010.